# Tijarica
Tijarica falu Horvátországban Split-Dalmácia megyében. Közigazgatásilag Triljhez tartozik.

## Fekvése
Splittől légvonalban 41, közúton 59 km-re északkeletre, Sinjtől légvonalban 27, közúton 33 km-re délkeletre, községközpontjától 21 km-re keletre a dalmát Zagora területén, a Kamešnica-hegység déli, karsztos lejtőjén, a bosnyák határ közelében fekszik. Településrészei Donja Tijarica, Gornja Tijarica és Vrandolac.

## Története
A térség első ismert népe az illírek voltak. Erről mesélnek az ókorból fennmaradt halomsírok és várak maradványai. Utánuk egészen 395-ig a rómaiak uralma alatt állt. A horvátok ősei már a 7. században megtelepedtek itt. Ebből a korból származik a "Tarabnik" helynév, ahol a mai plébániatemplom is áll. Ez az ószláv „tribnik” – áldozati hely főnévből származik és arra enged következtetni, hogy a mai templom környéke már ekkor szakrális hely volt. A horvátok korai letelepedéséről mesélnek a középkori sírkövek is, melyek nagy része Donja Tijaricán található. A török 1513 körül szállta meg e területet. Az 1699-es karlócai béke török kézen hagyta. Végleges felszabadulása csak az újabb velencei-török háborút lezáró pozsareváci békét követően 1718-ban történt meg, mely az új határt a Kamešnica-hegységnél húzta meg. A Kamešnica környéki falvakat a velencei uralom első éveiben 1691 után telepítették be Hercegovinából érkezett keresztény lakossággal. A rendelkezésre álló gyér adatok alapján Tijarica első lakói Poljicáról és a Cetina vidékéről érkezett pásztorok voltak, mivel ez a terület főként az állattartásra volt alkalmas. Lakói kezdetven a szomszédos Aržano és Strizirep plébániájához tartoztak. A település önálló plébániáját 1741-ben alapították, szolgálatát pedig a sinji ferences kolostor szerzetesei látták el. Valószínűleg a plébánia alapításával egy időben építették fel Gornja Tijaricán a plébániaházat is, melyet az 1768-as egyházlátogatáskor említenek először. A velencei uralomnak 1797-ben vége szakadt és osztrák csapatok vonultak be Dalmáciába. 1806-ban az osztrákokat legyőző franciák uralma alá került, de Napóleon lipcsei veresége után 1813-ban újra az osztrákoké lett. A településnek 1857-ben 806, 1910-ben 1452 lakosa volt. 1918-ban az új szerb-horvát-szlovén állam, majd később Jugoszlávia része lett. A háború után a szocialista Jugoszláviához került. 1991 óta a független Horvátországhoz tartozik. Az 1990-es évek óta lakossága rohamosan csökkent. 2011-ben a településnek 374 lakosa volt.

## Lakosság
| Lakosság változása | Lakosság változása | Lakosság változása | Lakosság változása | Lakosság változása | Lakosság változása | Lakosság változása | Lakosság változása | Lakosság változása | Lakosság változása | Lakosság változása | Lakosság változása | Lakosság változása | Lakosság változása | Lakosság változása | Lakosság változása |
| ------------------ | ------------------ | ------------------ | ------------------ | ------------------ | ------------------ | ------------------ | ------------------ | ------------------ | ------------------ | ------------------ | ------------------ | ------------------ | ------------------ | ------------------ | ------------------ |
| 1857               | 1869               | 1880               | 1890               | 1900               | 1910               | 1921               | 1931               | 1948               | 1953               | 1961               | 1971               | 1981               | 1991               | 2001               | 2011               |
| 806                | 946                | 1.022              | 1.156              | 1.333              | 1.452              | 1.469              | 1.525              | 1.511              | 1.518              | 1.458              | 1.407              | 1.250              | 1.068              | 750                | 374                |

## Nevezetességei
- A Szentlélek tiszteletére szentelt római katolikus plébániatemploma 1872-ben Donja Tijaricán, a Tarabnik nevű helyen épült a régi templom helyén. Hosszúsága 19,20 méter, szélessége 7,50 méter, magassága 7 méter. A bejárat felett félköríves tympanon látható felette a homlokzaton körablakkal. A homlokzat tetején áll a pengefalú harangtorony, benne három haranggal. A szentélyben márvány oltár áll a Szentlelket ábrázoló oltárképpel. Az épületet 1970-ben teljesen felújították, a szembemiséző oltárt 1974-ben helyezték el. A főbejárat fölé betonból építettek új kórust. Meg kell még említeni, hogy a régi plébániatemplomot még 1750 előtt építették, mivel Bizza érsek 1750-es vizitációjakor már állt, de az építés idejét nem említette. Feltételezik, hogy a plébánia alapításakor, 1741 körül épült. Az érsek 1750-ben rendelte el oltárkép beszerzését a templom számára. A helyi hívek állítása szerint e régi templom helyén még előbb egy fából épített templom is állt, melyet valószínűleg közvetlenül a török előli felszabadulás után építettek.
- Szent Miklós püspök tiszteletére szentelt kápolnáját közvetlenül a gornja tijaricai plébániaház mellé építettek a mindenkori plébános házi kápolnájának. Egyszerű, apszis nélküli kőépület, kis harangtornyában egy haranggal. Az oltárnál minden oldalról egy-egy négyszögletes ablak biztosítja a megvilágítást. Az 1908-as és az 1925-ös sematizmus még Páduai Szent Antal kápolnának nevezi. A kápolnában ma Szent Miklós és Antal szobrai találhatók. Érdemes még megemlíteni, hogy Garagnin érsek 1768-ban a vizitációkor már említ a plébánia épülete mellett egy kápolnát, amely Jézus színeváltozása tiszteletére volt szentelve.

## Oktatás
A település alapiskoláját 1902-ben alapították. Először a plébániaházban működött, majd 1912-től Petar Bradarić gornja tijaricai magánházában nyílt meg. Az iskola iratanyaga a második világháborúban megsemmisült. 1945-ben a donja tijaricai Žaper-házban is folytatódott az oktatás. Ekkor a két településrészen egyidejűleg egy négy és egy hatosztályos iskola működött. A mai iskolaépület 1968-ban nyílt meg. Az iskolának 1997-ig hét kihelyezett területi tagozata működött, melyek azonban mára megszűntek.